# Sarcoscypha occidentalis
Espèce
Sarcoscypha occidentalis est une espèce de champignons de la famille des Sarcoscyphaceae, dans l'ordre des Pezizales.